# Iais aquilei
Iais aquilei is een pissebed uit de familie Janiridae. De wetenschappelijke naam van de soort is voor het eerst geldig gepubliceerd in 1977 door Coineau.